# Sneg (kulinarika)
Sneg se v kulinariki imenuje stepeni jajčni beljak.
Beljak je sestavljen iz 90 % vode in 10 % beljakovin, te pa pri stepanju tvorijo gosto peno. Pri postopku stepanja v beljak vnašamo zrak, kar denaturalizira beljakovine, ki koagulirajo in se razporedijo okoli zraka ter ga tako zadržijo. V primeru pretiranega stepanja lahko povzročimo popolno denaturalizacijo beljakovin, ki se sesedejo in izpustijo zrak ter se sprimejo v večje kepe. V tem primeru moramo maso zavreči in začeti od začetka.
Pri stepanju beljakov v sneg v bakreni posodi pa v beljak prodrejo bakrovi ioni, ki se vežejo z eno izmed beljakovin v beljaku. Ta se poveže z ioni bakra in ustvari rumenkast peno, ki je veliko bolj obstojna in jo je težje razbiti. Zato veliko kuharjev priporoča stepanje snega v bakrenih posodah, čeprav je znano, da je bakrov oksid, ki ob tem nastaja, strupen. Kljub temu je večina kemikov mnenja, da je količina bakrovih ionov premajhna, da bi bila nevarna človeku.
Pri uporabi steklenih ali posod iz nerjavečega jekla mnogi kuharji za večjo obstojnost snega v beljake dodajo kanček sladke smetane, ki naj bi tudi pomagala pri obstojnosti snega.